# Tierce picarde
La tierce picarde ou cadence picarde est, dans un morceau en mode mineur, un accord sur la tonique, où la tierce majeure est utilisée à la place de la tierce mineure dans le reste de la pièce. Généralement utilisée dans l'accord conclusif, la tierce picarde est également présente le plus souvent dans la musique baroque, notamment chez Bach. 

## Origine
L'origine du nom est discutée, plusieurs théories existent. 
Sa première utilisation serait due à Josquin des Prés, compositeur de l'école franco-flamande originaire de Picardie, ce qui expliquerait le nom de tierce picarde,. Mais il existe d'autres hypothèses. Jean-Jacques Rousseau donne la suivante dans son Dictionnaire de la musique (1767) : 

« Tierce picarde parce que cette façon de terminer a survécu le plus longtemps dans la musique religieuse et donc en Picardie, où il y a de la musique dans un grand nombre de cathédrales et d'églises. »

Toutefois l'explication serait peu plausible.
Des sources récentes expliquent qu'en ancien français l'adjectif picart ou piquart a le sens de « piquant, aiguisé », l'origine de la tierce picarde pourrait donc être indépendante de la province de Picardie d'après cette version des faits,,.
Exemple de tierce picarde :

## Usage
Selon l'harmonie tonale, c'est un type d'accord d'emprunt qui consiste en un accord de premier degré d'une tonalité mineure, dont la tierce, au lieu d'être normalement mineure, est accidentellement majeure.
Il s'agit donc de la substitution de l'accord parfait majeur homonyme à l'accord normalement mineur du Ier degré d'une tonalité mineure. Elle est ordinairement utilisée dans les conclusions, où sa présence apporte un éclairage inattendu à la cadence parfaite.
La situation inverse — c'est-à-dire, le fait de finir un morceau dans une tonalité majeure par un accord de tonique accidentellement mineur — n'est pas pratiquée.